# 章瑞
章瑞（1465—？），字廷召，直隶徽州府绩溪县人，民籍，明朝政治人物。

## 生平
應天府鄉試第一百三名舉人。弘治十二年（1499年）中式己未科會試第一百八名，三甲第一百九十一名進士。

## 家族
曾祖章尚蔭；祖章仲坚；父章海，知縣。母胡氏。具庆下。兄孟昌、孟英、孟盛、孟隆。